# Aishwarya Rajya Lakshmi Devi
Aishwarya Rajya Lakshmi Devi (ऐश्वर्या राज्य लक्ष्मी देवी - Aiśvaryā Rājya Lakṣmī Devī; Lazimpat, 7 novembre 1949 – Katmandu, 1º giugno 2001) è stata regina consorte del Nepal.

## Biografia
Nacque a Lazimpat, presso Katmandu, il 7 novembre 1949 e, dopo essersi formata presso alcune rinomate scuole cattoliche nepalesi ed indiane, il 27 febbraio 1970 sposò a Katmandu il principe ereditario Birendra Bir Bikram Shah Dev (suo cugino di secondo grado). A seguito della morte del re Mahendra nel 1972, Aishwarya divenne regina del Nepal e fu incoronata insieme al marito nel Palazzo di Hanuman tre anni più tardi. Dal matrimonio nacquero due figli ed una figlia: Dipendra, Nirajan e Shruti, tutti morti nel massacro del 1º giugno 2001.
La Regina ebbe una parte importante nella vicenda legata all'ostacolato fidanzamento dell'allora principe ereditario Dipendra con Devyani Rana, appartenente ad un prestigioso ramo trapiantato in India della stessa famiglia della Regina. Secondo alcuni, Aishwarya riteneva che la ragazza amata dal figlio avesse un carattere troppo forte ed indipendente, il che avrebbe limitato l'influenza dei membri anziani della famiglia reale. Inoltre la Regina temeva che Devyani non fosse in grado di dare discendenza maschile al figlio, mentre gli astrologi l'avevano avvisata che un matrimonio di Dipendra prima dei 35 anni avrebbe portato gravi disastri.
Secondo la versione ufficiale, l'impedimento delle nozze sarebbe stata la ragione che avrebbe spinto il giovane Dipendra a massacrare, in una notte di follia e disperazione, buona parte della sua famiglia, tra cui i fratelli e i genitori: Aishwarya morì nel Palazzo Narayanhiti di Katmandu il 1º giugno 2001, ultima vittima della strage. Sulla reale dinamica della strage e su presunte responsabilità di alcuni membri della famiglia reale tuttavia è in corso da anni in Nepal un ampio dibattito. Le è succeduta al titolo di regina una sorella, Komal, fino alla trasformazione del Nepal in repubblica.

## Le tre sorelle Rana
Aishwarya era sorella della ex regina Komal e della principessa Prekshya, figlie del luogotenente generale Kendra Shamsher Jang Bahadur Rana e della Rani Sri Rajya Lakshmi Devi, principessa cadetta della famiglia Reale nepalese.
Le tre principesse della famiglia Rana hanno sposato i tre figli del re Mahendra Bir Bikram Shah Dev: Birendra, Gyanendra e Dhirendra; di questi tre, i primi due sono stati a loro volta regnanti.

## Onorificenze
Onorificenze nepalesi